# Stronger than Death
Albums de Black Label Society
Sonic brew
(1999) Alcohol Fueled Brewtality Live!! + 5
(2001)
Stronger than Death est le second album du groupe de heavy metal américain, Black Label Society. Il est sorti le 28 avril 2000 sur le label Spitfire Records et a été produit par Zakk Wylde.

## Historique
Cet album fut enregistré dans les studios Rumbo Recorders de Canoga Park, un quartier de los Angeles. Il est le dernier album avec le batteur Phil Ondich.
Le titre Stronger Than death contient un caméo vocal du receveur des Mets de New York, Mike Piazza. L' acteur Mark Wahlberg joue le rôle du bassiste dans le clip vidéo du single Counterfeit God. Zakk et lui s'était rencontré sur le tournage du film Rock Star, dans lequel Zakk est le guitariste du groupe Steel Dragon dont Mark devint le chanteur.

## Liste des titres
- Tous les titres sont signés par Zakk Wylde

1. All for You – 3:59
2. Phoney Smiles & Fake Hellos – 4:16
3. 13 Years of Grief – 4:11
4. Rust – 6:09
5. Superterrorizer – 5:33
6. Counterfeit God – 4:18
7. Ain't Life Grand – 4:39
8. Just Killing Time – 4:55
9. Bullet Inside Your Head – 4:54 (Bonus japonais)
10. Stronger Than Death – 4:52
11. Love Reign Down – 8:03

## Musiciens
- Zakk Wylde - chant, guitares, basse, piano
- Phil Ondich - batterie, percussions
- Mike Piazza - Growls Of Doom sur le titre « Stronger than Death»

## Charts
| Pays       | Chart              | Durée du classement | Classement | Ref.  |
| ---------- | ------------------ | ------------------- | ---------- | ----- |
| États-Unis | Heatseekers Albums | 1 semaine           | 47e        | [ 2 ] |